# Гипотеза математической вселенной
Гипотеза математической вселенной (ГМВ, также известна как Конечный Ансамбль) — в физике и космологии, одна из гипотез «теории всего», предложенная[когда?] физиком-теоретиком Максом Тегмарком. Струогония (struogony из Математическая структура; это синоним гипотезы математической вселенной) Макса Тегмарка — это теория космогонии высокого порядка (применима к разным вселенным).

## Описание
Согласно гипотезе, наша внешняя физическая реальность является математической структурой. То есть, физический мир является математическим в определённом смысле, и «те миры достаточно сложные, чтобы удерживать самосознательные подструктуры, которые будут субъективно воспринимать себя как существующие в физически „реальном“ мире».
Гипотеза предполагает, что миры, соответствующие различным наборам начальных состояний, физических констант, или совсем других уравнений, можно рассматривать как одинаково реальные.
Тегмарк разрабатывает ГМВ внутри гипотезы вычисляемой вселенной (ГВВ), которая утверждает, что всё, что существует, является математическими структурами, которые можно вычислить.
Тегмарк утверждает, что гипотеза не имеет свободных параметров и, возможно, экспериментальная. Таким образом, он отдает ей большой приоритет относительно других «теорий всего» по принципу экономии. Он полагает, что сознательный опыт будет проходить в форме математических «самосознательных подструктур», которые существуют в физически «реальном» мире.
Теорию можно рассматривать как:
- вид пифагореизма или платонизма, потому что она утверждает существование математических объектов;
- вид математического монизма, потому что она отрицает существование чего-либо кроме математических объектов;
- формальное выражение онтического структурного реализма.

Гипотеза связана с антропным принципом и категоризацией Тегмарка о четырёх уровнях мультивселенной.

Гипотеза предполагает решение парадокса бесконечного регресса.

## Критика
Андреас Альбрехт из лондонского Имперского колледжа назвал теорию «провокационным» решением одной из центральных проблем, стоящих перед физикой. Несмотря на то, что он «не посмеет» идти так далеко, чтобы сказать, во что он верит, он отметил, что «на самом деле довольно трудно построить теорию, где всё, что мы видим, является всем, что есть».
В статье-рецензии проф. Кембриджского университета Джереми Баттерфилд резко выступает против построений М. Тегмарка.